# Alcamo
Alcamo (tiếng Sicilia: Àrcamu) là thành phố lớn thứ tư ở tỉnh Trapani, tây bắc Sicilia, Italia.
Dân số năm 2007 là 45.652 người.
Alcamo được lập năm 828 bởi al-Kamuk.

## Kết nghĩa
- Jelgava, Latvia